# Giovanni Antonio Pandolfi Mealli
Pour les articles homonymes, voir Pandolfi.
Giovanni Antonio Pandolfi Mealli est un musicien et un compositeur italien du XVIIe siècle, baptisé le  27 novembre 1624 à Montepulciano
On ne sait presque rien de sa vie, si ce n'est qu'il n'est mentionné que par les annales de la cour de l'archiduc Charles-Ferdinand de Habsbourg à Innsbruck comme employé par la cour en 1660. De son œuvre, seuls ont survécu deux recueils de sonates pour violon et B.c. (op. 3 et op. 4), publiés en 1660 ; ils se trouvent au Musée international et bibliothèque de la musique (Bologne).

## Biographie
On ne peut donc que conjecturer à partir de cette mention et des dédicaces de ses manuscrits. Andrew Manze se prête à cet exercice. Il pense que Pandolfi est né entre 1620 et 1624 en Ombrie et a étudié à Pérouse. Il était probablement violoniste. Il est engagé par Charles-Ferdinand de Habsbourg et Anne de Médicis en 1652, en même temps qu'Antonio Cesti. Il y reste jusqu'à la mort de l'empereur en 1662. Il est peut-être alors allé s'installer à Messine, en Sicile, sans que cela ne soit certain. Il serait mort en 1669[réf. nécessaire]

## Œuvres
On dispose deux opus de sonates pour violon et basse continue, les opus 3 et 4 ainsi que d'un recueil de pièces de danses à un ou deux violons et basse. Chacun des recueils de sonates comporte de six sonates, librement composées dans le style stylus phantasticus. Ils sont conservés au musée civique de Bologne. On ne sait pas si les opus 1 et 2 ont été détruits, ni même s'ils ont existé.

### Opus 3
no 1 : La Stella
no 2 : La Cesta
no 3 : La Melana
no 4 : La Castella
no 5 : La Clemente
no 6 : La Sabbatina

### Opus 4
no 1 : La Bernabea
no 2 : La Viuviana
no 3 : La Monella Romanesca
no 4 : La Biancuccia
no 5 : La Stella
no 6 : La Vinciolina

### Sonate Cio Balletti
- No.1: Capriccetto Il Tozz (2 violins & continuo)
- No.2: Capriccetto Il Candeloro (2 violins & continuo)
- No.3: Capriccetto Il Drago (2 violins & continuo)
- No.4: Capriccetto Il Falvetti (2 violins & continuo)
- No.5: Capriccetto Il Cara (2 violins & continuo)
- No.6: Capriccetto Il Muscari (2 violins & continuo)
- No.7: La Domenga Sarabanda (2 violins & continuo)
- No.8: Balletto Il Folcognoni (2 violins & continuo)
- No.9: Balletto Il Ferrotti (2 violins & continuo)
- No.10: Balletto Il Giusto (2 violins & continuo)
- No.11: Balletto Lo Giudice (2 violins & continuo)
- No.12: Balletto Il Colangiolo (2 violins & continuo)
- No.13: Trombetta (2 violins & continuo)
- No.14: Passacaglio Il Marcquetta (2 violins & continuo)
- No.15: Balletto Il Monforti (violin & continuo)
- No.16: Capriccetto Il Raimondo (violin & continuo)
- No.17: Capriccetto Il Mavritio (violin & continuo)
- No.18: Capriccetto Il Catalano (violin & continuo)